# Igor (film)
A Igor egy 2008-as animációs horror vígjáték, amelyet Tony Leondis rendezett Chris McKenna forgatókönyve alapján. A Max Howard által a kaliforniai székhelyű Exodus Film Grouppal közösen kifejlesztett és gyártott Igor volt az első olyan nagyjátékfilm, amelyet magántőkéből finanszíroztak. A film animációját a francia Sparx Animation Studios és egy vietnami szervezet készítette. Az Egyesült Államokban 2008. szeptember 19-én mutatták be, Magyarországon a Paramount Network műsorára került a film.

## Cselekmény
A film egy Igor nevű laboratóriumi púpos követ nyomon, aki a malária birodalmában él, ahol a többiek a gonosz tudósok asszisztenseiként szolgálnak, Brainnel, a robotaggyal egy edényben és Scamperrel, a halálos nyuszi nyúllal.